# Ghikaea speciosa
Ghikaea es un género monotípico de plantas fanerógamas perteneciente a la familia Orobanchaceae. Su única especie, Ghikaea speciosa, es originaria de África oriental. 

## Descripción
Es un arbusto que alcanza un tamaño de 1,5 m de altura, muy ramificado; tallos ligeramente angulares, de color marrón oscuro con pelos cortos, retrorsos lenticelados. Hojas opuestas, convirtiéndose en el subopuestas en los tallos florales, ovadas a  elípticas, de 1-3x0.5-2 cm, la base se estrecha en un corto pecíolo, ápice, márgenes enteros agudo u obtuso, venas impresionadas, hirsutas. Flores grandes, de hasta 4 cm de largo y de ancho, solitarias, colocadas por encima de la axila de las hojas con 2 glándulas pequeñas entre la axila y el pedicelo; bracteolas 2, colocado cerca de la base del cáliz, lineal, ± 8 mm de largo; pedicelo de 5-6 mm, hirsuto. Cáliz acampanado, de 7-9 mm de largo. Corola de color rojo púrpura a violeta, acampanada, tubo de expansión de 10 a 13 mm desde la base hasta ± 12 mm de ancho en la boca; lóbulos 8-10 mm, redondeado,  glabras excepto en los márgenes.  Cápsula ovoide de 8-10 mm de largo, apiculada.

## Taxonomía
Ghikaea speciosa fue descrita por (Rendle) Diels y publicado en Die Natürlichen Pflanzenfamilien Nachtr. 3: 314. 1908.
Sinonimia
- Ghikaea spectabilis Volkens & Schweinf.
- Graderia speciosa Rendle[3]